# Jinzhou
Jinzhou ou Chinchow (锦州) é uma cidade da província de Liaoning, na China. Localiza-se no nordeste do país no território da antiga Manchúria. Tem cerca de 817 mil habitantes. Foi fundada no século II a.C. e foi conhecida pelo nome de Chinhsien entre 1913 e 1947.